# Parhoplognathus rubripennis
Parhoplognathus rubripennis är en skalbaggsart som beskrevs av Ohaus 1930. Parhoplognathus rubripennis ingår i släktet Parhoplognathus och familjen Rutelidae. Inga underarter finns listade i Catalogue of Life.